# Chadic Hinds
Chadic Hinds (ur. 11 sierpnia 1992) – jamajski lekkoatleta specjalizujący się w biegach sprinterskich.
Brązowy medalista IAAF World Relays (2017).

## Osiągnięcia
| Rok  | Impreza           | Miejsce | Konkurencja             | Lokata     | Wynik           |
| ---- | ----------------- | ------- | ----------------------- | ---------- | --------------- |
| 2017 | IAAF World Relays | Nassau  | sztafeta 4 × 200 metrów | 3. miejsce | 1:21,09 (elim.) |

## Rekordy życiowe
- bieg na 60 metrów (hala) – 6,78 (2017)
- bieg na 100 metrów – 10,12 (2016)
- bieg na 200 metrów – 20,49 (2017)
- bieg na 400 metrów – 47,78 (2016)